# Tổng tuyển cử Singapore 2020
Một cuộc tổng tuyển cử đã được tổ chức tại Singapore vào ngày 10 tháng 7 năm 2020. Cử tri đã bầu các thành viên của quốc hội vào Quốc hội thứ 14 của Singapore kể từ khi Singapore độc lập vào năm 1965, sử dụng hệ thống bầu cử first-past-the-post (phiếu cao nhất thì trúng). Nghĩa vụ bỏ phiếu là bắt buộc cho tất cả người dân Singapore từ 21 tuổi trở lên kể từ ngày 1 tháng 3 năm 2020.
Cuộc bầu cử này là cuộc tổng tuyển cử thứ 18 tại Singapore và lần thứ 13 kể từ khi độc lập. Đảng Hành động Nhân dân cầm quyền đã bảo đảm nhiệm kỳ thứ 15 liên tiếp trong chính phủ kể từ năm 1959. 192 ứng cử viên (bao gồm 73 ứng cử viên mới và một ứng cử viên độc lập) từ 11 đảng đã tranh cử, nhiều nhất trong lịch sử Singapore, vượt qua kỷ lục được thiết lập từ cuộc bầu cử năm 2015. Có một số lượng kỷ lục các ứng cử viên nữ tham gia cuộc bầu cử, với 27 người (ba người là Đảng Công nhân đối lập, trong đó có ứng cử viên nữ thiểu số đầu tiên Raeesah Khan) trong số 40 ứng cử viên được bầu vào quốc hội và chiếm 29% trong số 93 ghế được bầu. Hai khu vực bầu cử, Pasir Ris–Punggol GRC và Pioneer SMC, đã chứng kiến một cuộc đấu tay ba, với tranh cử trước đó là tranh cử đấu nhiều tay trong một Đại hội bầu cử nhóm kể từ bầu cử phụ Marine Parade 1992 28 năm trước. Cuộc bầu cử này cũng đánh dấu cuộc bầu cử thứ hai liên tiếp không có dễ thắng vì không có đối thủ trong bất kỳ khu vực bầu cử nào.
Kết quả cho thấy Đảng Hành động Nhân dân cầm quyền đã giành được 83 ghế với Đảng Công nhân giành được 10 ghế còn lại. Đảng Công nhân đã giữ thành công các khu vực bầu cử Aljunied GRC và Hougang SMC và đã chiếm lấy phiếu của Seng Khang GRC mới được thành lập, làm cho đảng này trở thành đại diện lớn nhất cho phe đối lập trong Quốc hội kể từ năm 1966. Tỷ lệ phiếu bầu chung của PAP giảm xuống 61,24%, đây là tỷ lệ thấp nhất kể từ bầu cử năm 2011, trong khi phiếu bầu của WP đã phá vỡ kỷ lục tốt nhất về tỷ lệ phiếu bầu chung cho bất kỳ phe đối lập nào với 50,49% phiếu bầu, vượt qua kỷ lục trước đó do Đảng Dân chủ Singapore nắm giữ trong 1991 với 48,55%. Sáu ứng cử viên, một từ SMC và năm từ GRC, mỗi người đã mất khoản tiền đặt cọc 13.500 đô la trong cuộc bầu cử. Kết quả của cuộc bầu cử, hai ghế không bầu cử đã được hai thành viên từ Đảng Singapore tiến bộ đảm nhận để đạt được kết quả không bầu cử tốt nhất tại West Coast GRC, đã được xác nhận vào ngày 14 tháng 7.

## Bối cảnh
Theo Điều 65(4) của Hiến pháp, số nhiệm kỳ tối đa của Quốc hội là năm năm kể từ ngày ngày bắt đầu tổng tuyển cử, sau đó nó bị giải thể theo luật. Tuy nhiên, thủ tướng có thể khuyên Tổng thống giải tán Quốc hội bất kỳ lúc nào trong khoảng thời gian năm năm này. Một cuộc tổng tuyển cử phải được diễn ra trong vòng ba tháng kể từ khi Quốc hội giải tán. Các cuộc bầu cử được thực hiện bởi Bộ Bầu cử (ELD), chịu quản lý của Văn phòng Thủ tướng Singapore.
Có 93 ghế trong Quốc hội chia thành 14 khu vực dân biểu đơn cử (SMC) và 17 dân biểu nhóm (GRC). Mỗi SMC bầu một thành viên Quốc hội sử dụng hệ thống first past the post, tức người có nhiều phiếu nhất thì trúng cử, còn mỗi GRC bầu bốn hoặc năm thành viên Quốc hội bằng đầu phiếu đa số nhiều người (tiếng Anh: block voting), trong đó phải có ít nhất một người Mã Lai, Ấn Độ hoặc cộng đồng thiểu số khác. Một nhóm người muốn tham gia tranh cử tại GRC phải cùng là đảng viên của một đảng chính trị, hoặc một nhóm các cá nhân độc lập. Tuổi bầu cử ở Singapore là 21 tuổi.
Ngày 23 tháng 6 năm 2020, vào lúc 4 giờ tối SGT, Thủ tướng Lý Hiển Long thông báo trực tiếp trên sóng truyền hình rằng Tổng thống Halimah Yacob đã giải tán Quốc hội thứ 13 của Singapore vào cùng ngày và đã ra lệnh bầu cử vào tuần sau, ngày 30 tháng 6 năm 2020.
Người chịu trách nhiệm giám sát cuộc bầu cử là Tan Meng Dui, từng là phó bộ trưởng Bộ Phát triển Quốc gia và là CEO của Cơ quan Môi trường Quốc gia. Đây là lần đầu tiên ông giám sát một cuộc bầu cử, thay thế Ng Wai Choong trong cuộc tổng tuyển cử trước đó.